# Гермбштедт, Сигизмунд Фридрих
Сигизмунд Фридрих Гермбштедт (1790—1833) — немецкий химик и фармацевт, иностранный почётный член Петербургской академии наук (1811).
Изучал медицину и фармацию в Эрфуртском университете.
После окончания университета работал ассистентом в аптеке Иоганна Кристиана Виглеба в Лангензальце.
В 1787 году переехал в Берлин, где читал лекции по химии, физике, технологии и фармации.
В 1808 году стал действительным членом Прусской академии наук, а три года спустя был назначен профессором технологической химии в Берлинском университете.
В 1820 году стал профессором химии в Прусской военной академии.
Одним из первых среди немецких химиков стал сторонником кислородной теории горения.
Издал на немецком языке работы А. Лавуазье.
Автор учебников по химии, а также работ на различные темы, связанные с сельским хозяйством и промышленностью: производство сахара из свёклы, производство мягкого и твёрдого мыла, химические принципы приготовления пива, выращивание табака, приготовление и обработка льна и конопли.
В честь Гермбштедта в 1828 году назван род растений Hermbstaedtia (семейство Amaranthaceae).